# Apostolica constitutio
Apostolica constitutio  è una enciclica di papa Benedetto XIV, datata 26 giugno 1749, nella quale il Pontefice, nell'imminenza dell'Anno Santo del 1750, dopo aver richiamata la Bolla Peregrinantes a Domino (5 maggio 1749) di indizione di questo avvenimento, impartisce le disposizioni per la sua preparazione.

## Fonte
- Tutte le encicliche e i principali documenti pontifici emanati dal 1740. 250 anni di storia visti dalla Santa Sede, a cura di Ugo Bellocci. Vol. I: Benedetto XIV (1740-1758), Libreria Editrice Vaticana, Città del Vaticano 1993